# 野村沙知代
野村 沙知代（のむら さちよ、1932年〈昭和7年〉3月26日 - 2017年〈平成29年〉12月8日）は、日本のタレント。所属事務所は株式会社エフエンタープライズ（東京都千駄ヶ谷）。
元プロ野球選手・プロ野球監督である野村克也の妻として知られる。愛称は「サッチー」で、『森田一義アワー 笑っていいとも!』で共演した中居正広から名付けられたという。
出生名、伊東 芳枝（いとう よしえ）。沙知代に改名したのは1976年だが、本記事では便宜上、改名前の事項についても「沙知代」と表記する。

## 経歴

### 生い立ち
1932年3月26日（土曜日）に福島県西白河郡西郷村で伊東巳之吉・さく夫妻の長女として生まれる。父は都営バスの運転手で、一家は東京都荒川区南千住に住んでおり、本人も南千住で幼少期を過ごした。1944年に第二瑞光国民学校初等科（現：荒川区立第二瑞光小学校）を修了したが、1945年2月25日の空襲で自宅が焼失したため、一家は東京を離れて西郷村の隣の白河町（現：白河市）に移り住み、終戦後も白河で生活した。
白河第一国民学校高等科を卒業後、日本電信電話公社に電話交換手として就職。しかし、この仕事をしていた時にミスコンに出場し、「ミス白河」に抜擢され優勝した事をきっかけに、地元新聞に写真入りで紹介されているという。これを機に電話交換手の職を退職し、東京へと舞い戻り、しばらくは実家と音信不通の日々を送るようになる。
その後しばらくしてから、家族に手紙を送って妹や弟を第一ホテルに呼び寄せ、米兵からもらったケーキやコーラを手渡して「お父ちゃんたちも大変だろうから、ちゃんと一生懸命勉強しなきゃだめだよ」と言って学費の援助をしたという。東京での住まいや生活の子細などは家族に明かさなかったというが、弟の伊東信義によれば、沙知代の服装や化粧、持ち物、更にその収入を見ればパンパンをしていることは明らかであり、米兵に肩を抱かれてホテルの周りを闊歩する姉に遭遇することもあったという。
1957年4月、米軍将校として来日していた東欧ユダヤ系アメリカ人のアルヴィン・エンゲルと結婚し、同年5月に長男・ダン（克晃）、1959年2月に次男・ケニー（克彦）が生まれた。

### 前夫エンゲルとの夫婦生活の破綻と別居生活及び野村克也との出会い
1970年8月、南海ホークスの選手兼任監督であった野村克也は、18日から20日に後楽園球場で開催される対東映フライヤーズ戦のために上京。宿泊先の原宿のホテルに程近い行きつけの高級中華料理店を訪れた際に、沙知代と相席になり一緒に食事を取りながら談笑した。これが二人の出会いであるという。それからしばらくして沙知代は克也と愛人関係になった。沙知代はエンゲルとは克也と出会う1年前から別居しており、沙知代とエンゲルの結婚生活は順風満帆なものではなかった。原因はいずれも沙知代によるものであり、弟の伊東信義によれば、沙知代は結婚後も複数の男と付き合っていたといい、克也と交際していた期間においても、克也とは別に付き合っていた男がいたようである。沙知代は入籍した1978年に当時、婦人生活社から発刊されていた「婦人生活」に「わたしは愚女・愚妻・愚母」というタイトルで手記を寄せている。このとき、沙知代は克也と出会ったときのことをこう振り返っている。「野村から夫人との不和を聞かされても、夫人に同調はいたしませんでした。それは野村が西宮の家に帰りたくない事情や家庭不和の原因が、全て夫人にあったからです。正式に結婚をしていても、心が通じ合えない形だけの妻よりも野村が心から必要とする女でいられればいい。野村を愛した頃、私は初めそう思ったのです。しかしながら夫人を擁護できない気持ちがつのればつのる程、一方で私は野村と会う度に、どうしようもなく惹かれて行く自分を意識していました。野村は私にとって初めてのタイプの男性でした。岩のようにごつい体、男性的な気性。笑うとハッとするほど、こぼれる白い歯。ひたむきに野球に男の命を賭ける逞しい野村が、家庭の話をするときだけ、その顔が暗く沈む。そんな野村を見るにつけ、私のなかにこの人をこれ以上放っておけないという気持ちが、強くはたらいたのは事実です。」その後、克則が誕生し、克也は沙知代に一緒に暮らそうと提案し、豊中市の刀根山マンションを購入する。そして、沙知代との同居生活が始まった。これが前妻と別居生活の一因となり、1975年頃には克也は本妻と完全に別居状態になった。この時点では克也の婚姻関係のみならず、沙知代自身の婚姻関係も解消されていなかったことから、両者はダブル不倫の状態であった。当時の南海の川勝オーナーは「プライバシーのことを私がどらのこうのというのはおかしいでしょう。どういう事情が知らんが、二年ほど前がら別居生活していて、もう現実の事実ですワ、それがたまたま盗来に遭ったために明るみに出ただけで、別にどうということもないですよ。（野村）監督とこの件で話し合ったこともない。以前、私的なことで迷惑をかけてすみませんと、私のとこにいいに来たが、それだけの話」と1977年の週刊新潮のインタビューで述べており、別居生活が1975年以降のことであると明言していた。
克也は沙知代と出会った当時の状況について、本妻はお嬢様育ちで家事をまともにやらず、そのうえ浪費癖も酷く、さらには本妻の方が既に他の男と不倫関係にあったので、沙知代と知り合う以前に既に別居し、1968年の時点で離婚問題が出たと主張しており、また沙知代との関係についても、沙知代を囲い始めた頃に南海球団オーナーの川勝傳に報告し、「プライバシーやから何もいわん」との返答を得て関係を承認されていたと主張しているがこれに対して克也の前妻の息子の長男・陽一（本妻との間の子）は、父の克也が自宅に帰ってこなくなったのは1973年頃からであり、母（本妻）は大人しく家庭的な人で料理等の家事もきちんとこなしていたと証言しており、沙知代の実弟・信義も陽一の証言内容を全面的に認めている。陽一は両親が別れたときのことを、「父と母が別居していたなんていうことは、まったく嘘ですよ。もちろん離婚話が出る数年前から、父親のほうから家に帰ってこなくなってきて、母はとても心配していたんです。それでも、母はあわてることなく、『あの人は有名人だし、いろいろなこともあると思うけど、最終的に、私のところに帰ってくるから』と、自分を慰めるようにして生活していたんですね。ところが土砂降りの雨の日の夜、突然、父が帰ってきたんです。そして家の中に上がることもなく、玄関で土下座をすると、うちの母親に『頼む、離婚してくれないか。でないと俺は今一緒に暮らしている沙知代に殺されちゃうかもしれない。頼むから離婚してくれ。判を押してくれ。離婚しないと、ほんとに殺されちゃうかもしれないんだ』と必死で言うんです」目の前で、雨に打たれてビショビショの洋服を着ている野村監督が、家に上がることもなく土間で土下座をしながら、そう言って哀願の言葉を並べたという。「頼む、この通りだ。判さえ押してくれれば、このうちの何から何まで全部おまえにあげるから、判を押してくれ」正子さんが、「うん」と言うまで、何回も、何回も土間に額を押しつけるようにして哀願し続けたという。正子さんは、そのあまりの不憫さに、「あなたがそこまで言うんだったら、しょうがないわ」と言って印鑑を押したという。と述べている。さらに、沙知代と知り合ったとされる1970年のシーズンオフで野村監督の当時の妻が朝日新聞のインタビューに応じており、沙知代と知り合って4年目の1973年時点でも7月10日のロッテ対日拓戦の試合を前妻のいる甲子園口の自宅でラジオを聴いていた様子が当時の週刊ベースボールや全国紙スポーツ紙から確認できる。当時の南海ホークス担当記者である元日刊スポーツの井関真は、南海担当になった73年に当時甲子園口にあった前妻のいる野村監督の自宅に何度かお邪魔したことがあると証言している。別居生活になった経緯について前妻は離婚直前の1977年のインタビューで「四十六年か七年の暮、野村がワールド・シリーズを見にいくといった時、アメリカでのスケジュールは教えないし、変だなと思って羽田へ行ってみると、その女性と二人連れだったんです。二人でアメリカへ行ってしまったんです。結局、私たち夫婦の仲がハッキリとこじれたのは、このころからです。同じ年の暮にも。蒸発”したと思ったら、真っ黒な顔をして帰ってきて、ああ、あの女性といっしょにハワイに行ったんだと思いました。一時、野村があの女性からの電話は取り次ぐな、といったこともあったんです。今から考えれば、あの女性との間にできたお子さんを認知する、しないでモメでたんでしょう。でも、またシーズンが始まると、よりが戻ったらしく、野村はあまり家に居つかなくなりました。気学だと称して、こっちの方角は凶だから、今日は家に帰らないで、ロイヤルホテルに泊まってから西宮（球場）に出る、といい出しましてね、これはホンマにもうアカンと思いました。それで、昭和五十年に入って、私の方から別れてくれ、荷物はみんな球団に送るから出ていったれ！といって、シーズンも終り近くになったころ、正式に離婚の書類を市役所にいって取ってきて下さいといったんです。ところが、遠征が終って帰ってくるかと思ったら、最終戦に出て、そのまま帰ってきませんでした。別居はそれから始まったわけです」と述べている。克也さんは前妻に、沙知代のことを語ったことがあり、「今の女性とどうして知り合ったのか、私も詳しいことはわかりません。でもいつだったか、”彼女は財力もあり顔も広い。野球やめた時に相談に乗ってもらえる人だ"とチラッといってました。野村が自伝の本を出版する時、ずいぶん口ききをしてくれたのが縁だとも聞いています。野村は、ちょっと子供のようなところがあって、もしオレに何十億という金があったら、球場一つ丸ごと買うて、自分の好きな選手だけを集めて球団を作りたいとか、夢のような話をするのが好きなんです。その女性は、野村にとって、そういう野球以外の夢を現実にしてみせてくれる力があると映ったんじゃないでしょうか」と語っている。克也が沙知代と知り合った当時、前妻と別居生活だったことは明らかに事実と異なることが前妻の息子の証言、当時の新聞記事、雑誌記事の記録内容などから窺えられる。沙知代さんも新婚当時は、克也さんが前妻とは同居状態だったことを前述した手記で認めており、別居ではなくて、「・・・・・・こうして野村と私、それに克則の生活はつついてきました。野村が帰ってくる家は東京の私の家になり、西宮の家には一度も帰らなくなったのです。」と克也が沙知代との同居生活が続く中、前妻のいる西宮の自宅に帰らなくなったことも認めている。克也は生涯亡くなるまで、「沙知代と知り合った当時、前妻とは既に別居していた」と嘘を言い続け、自身の著作やマスメディアに対しても同様の主張を繰り返し、「妻の浮気」が原因で別居状態、「帰る家のない世話人」、「離婚訴訟中」、「沙知代と前妻は全く関係ない」、「離婚が成立しない状態」など、克也は前妻との離婚問題において、離婚理由や別居理由など嘘を主張し続けた。例として、「新潮45」2018年3月号「妻に先立たれた男の話　『サッチーさんはラッキーガールだった／野村克也』」では、「結局、俺が切符を取ってやって、彼女と息子2人がその日のナイターを見に来よった。まぁ、こっちは離婚訴訟を抱えて妻とも別居中。全くの天涯孤独という状況ですよ。そんな身の上話をしたから、彼女にしてみれば『いいカモを見つけた』と思ったんじゃないの。」と語り、「こっちの結婚生活はすでに破綻していたし、サッチーさんと出会って前妻との離婚を決めたわけではないんです。彼女には子供もいたから出会った時は結婚なんて100％考えなかった。とはいえ、東京遠征やシーズンオフで上京する時は一緒に過ごすようになって、まだ離婚訴訟に決着がつく前に克則が生まれてね。」と事実と異なる説明をし、2018年3月20日放送された「徹子の部屋」でも「前妻との離婚訴訟で帰る家のない状況の中、沙知代と知り合った」というほぼ同様の説明がなされた。生前、克也が主張し続けた離婚訴訟においても、実際は離婚調停に過ぎなかったことが前述した沙知代の手記などから読み取れる。「沙知代と前妻は全く関係ない」においても、後述するように羽田空港での出来事が沙知代が克也への愛を決定つげた経緯や克也が自宅に帰らなくなり始めた73年頃から前妻への電話への嫌がらせを沙知代がしていたことなどから克也の主張が成り立たないことが分かる。生前、克也の口から本当の離婚の真相について語られることは一度もなく、前述したとおり先に離婚を求めたのは前妻の方で、当時は克也は離婚に応じず、そのまま放置された状態のまま別居状態が続いていたことから、実際に離婚が長引いた原因には野村自身にもあったことが分かり、前述の経緯から前妻が離婚を拒み続けたとは言い切れない部分もある。克也は生前「前妻が中々判を押そうとしなかった」ということについては、沢山の著書で触れる一方で、野村自身が前妻の離婚の要求に応じす、自分で離婚を長引かせたことには一切触れなかった。また、克也は最晩年の著書の一つである「ありがとうを言えなくて」で「母は結婚後も、私たちの家へは一度も遊びに来なかった」と記しているが、当時の週刊ベースボール1961年11月27日号「野村の新居を訪ねてデラックスでモダンな建物」では、野村夫妻と野村の母が西宮の自宅で談笑する様子が写真で撮影されており、週刊ベースボール1963年7月15号の「夫婦で作った200号ホーマー　その夜の野村克也（南海）一家」の記事の内容によれば、西宮の自宅で開かれたささやかなお祝いのパーティに野村夫婦と前妻の息子、野村の母、前妻の父親とチームメートの新山が参加しており、厳密には、野村の母が一度も野村夫妻が住む西宮の家に来なかったというわけではなかったことが当時の記事から窺える。克也が自宅へ戻らなくなった頃、克也のチームメイトであり親友でもあった広瀬叔功が忠告したが、克也は広瀬の忠告を聞き入れず、逆にこれ以降広瀬を疎んじるようになった。広瀬は自著で沙知代について「球場へ出入りするなどしたことも私は快く思っていなかった。以心伝心というものか、彼女も私が嫌いだったのだろう。用兵にまで口出したかどうかは知らないが、73年頃から私の出番は確実に減っていった」と述べている。

### 南海球団との争い
1971年、沙知代は羽田空港で野村監督の当時の妻と対面し、前妻が沙知代に言い放ったヒステリックな罵声が野村の愛を決定づけるターニングポイントになった。この出来事を沙知代は手記でこう記している。「一部の新聞や週刊誌には、私(沙知代)のせいで野村(克也)の家庭が破壊されたように書いてありました。でも、真実はそうではなく、私と知り合うずっと以前から、野村は夫人(前妻)との間がうまくいっていなかったのです。事情こそちがえ、やはり結婚に失敗した傷をもつ私には、野村の苦しみが痛いようにわかりました。それでも全てを投げ出して彼の胸にとぴこめなかったのは、夫人と彼を父として慕う子供(前妻の息子)のことを考えたからです。私は気持ちが何度も傾斜しかかる度に、いけないんだと自分を抑え続けていました。ところがその年（昭和 46 年）の秋、羽田空港でのひとつのことを境に、私の抑制の糸はやつんと音をたてて切れたのです。野村はその秋、他の野球関係者の方達と、ワールド・シリーズを観戦するために、渡米することになったのです。私もちょうどアメリカに仕事上の用があり、英語のできる私は通訳をかねて一緒に渡米することになりました。ごったがえす空港ロビーには、野村を送り にきた関係者の方達がきていました。その人垣のなかで夫人は私をみつけると、ヒステリックな大声で口汚く私を罵倒したのです。それはいまここに書くのもさしひかえるような、ひどい言葉でした。馬鹿！ドロボ猫！、人非人だのとこれが良家に育った女性のいう言葉かと疑うほどの言葉で、満座のなかでこれみよがしに事づいたのです。私は呆然と立ち尽くしました。いやしくも野村は、プロ野球で名選手といわれる人気者です。こともあろうにその夫人が、長年の家庭不和を棚にあげて、夫を盗ったドロボー猫と私をののしれば、嘲い者になるのは大切な夫である野村であるはずです。私はいくら痛罵されてもかまいません。そこでさらし者にきれても、他の人はすぐに忘れてしまうでしょう。でも野村はそうはいかないのです。誰でも野村の顔を知っていますし、こんな醜悪なトラブルを目撃すれば、きっとそれ以来、野村を好奇な眼でみるようになるでしょう。私はいままさにつかみかからんばかりの夫人の罵声を耳に、野村にうながされて、空港内に歩をすすめました。もちろん言いたいことは山ほどありました。でもいえば騒ぎがさらに大きくなってしまう。しかも、今日はプロ野球の監督の野村が、渡米するという晴れがましき門出なのです。黙って耐えることだけが、野村を思う私の唯一の姿勢だったのです。いまも時折このときのことを思い出します。そしてもしあのとき夫人が私に、野村の通訳をお願いしますねー」と、ほんのひとことでもいえる人でしたら、はっきりいって私の敗北でした。 たとえ心のなかでは私を憎んでいようと、野村のことを頼まれたら、家庭はうまくいっていなくても、夫人の中に野村への愛を感じ、私自身、苦悩したことでしょう。羽田空港の事件以来、私はすべてを忘れて野村の胸のなかへとびこんでいったのです。そして二年後の 48 年、私はからだの変調に気付き、産院を訪れました。思った通り妊娠していたのです。」1973年7月23日には、克也との間に克則が誕生したが、克也は当初、克則を認知しなかったため、沙知代は克則を実父・伊東巳之吉の養子にしようとしたというが、翌1974年6月に克也は克則を認知。この頃から沙知代は、南海のチーム運営に口を出すなどの行為が目立つようになり、選手たちの不満が渦巻くようになった。門田博光には「野村の方針に文句を言うな。文句を言うなら試合で使わないわよ」と電話を掛けたという。佐藤道郎は「マミーはピッチャーには何も言わず、『マミーすみません。打たれました』と言っても、『明日、頑張んなさい』だけ。野村さんはピッチャーを一番大事にしていましたから、そこは分かっていたのでしょう。でも、バッターたちはきついことを言われてましたね。選手はもちろん、高畠導宏バッティングコーチまで『アンタ、なに教えてんのよ！』と怒られていましたから」と述べている。
1975年秋、ついに我慢の限界に達した選手たちは沙知代の排除を計画し、中百舌鳥球場で行われた秋季キャンプで克也が選手に意見を求めた際に、門田博光、西岡三四郎、江本孟紀の3人が「"カゲ"の監督がいるせいで選手が気持ちよくプレーできない雰囲気になっている」という旨の発言をして現状の是正を求め、11月には西岡、江本、藤原満の3人がチームを代表して大阪市内のホテルで克也に「公私混同を止めてください」と直訴した。
一方、球団フロント・職員の間にも沙知代に対する不快感が広がっており、長嶋茂雄監督の初年度が最下位に終わった読売ジャイアンツが投手補強のため南海にトレードを申し込んで来た際に、南海の球団幹部が「野村が巨人へ行きたがっている」という情報を流した。巨人のフロントはこの情報に興味を示し、佐伯文雄常務と張江五広報が窓口となって克也の獲得交渉を進め、選手兼任ヘッドコーチとして克也を巨人に移籍させることで条件がまとまり、克也本人も巨人への移籍を喜んで承諾していたが、結局不成立に終わった。長嶋が反対したためであるという。
留任が決まった克也は反沙知代派の粛清に乗り出し、首謀者と見なされた西岡は12月に中日ドラゴンズへ、江本は翌年1月に島野育夫らと共に阪神タイガースへと、それぞれ交換トレードで放出された。沙知代はこの時、門田も他球団へ放出させようと画策したが、川勝オーナーが克也に「門田だけは出すこと相成らん」と釘を刺したため、門田の放出は阻止された。江本とは引退後何度も大喧嘩し、フジテレビで収録している際に沙知代が乗り込んできて局内には激しく口論しているテープが残っている。ただし、ある時江本が中国人形をプレゼントしたところ「あの人形がウチに来てから、いいことしかないのよ。」と沙知代と顔を合わせるたびに感謝され克也が2020年に亡くなった際に自宅へ行くと玄関にその人形があった。
1976年5月17日にアルヴィンとの離婚が成立。8月には「芳枝」から「沙知代」へと改名した。沙知代は監督室に出入りしたり、コーチ会議に口をはさんだり、選手の夫人たちに対して沙知代が私的に作った「南海を優勝させる会」なる集まりへの参加を強要した。そのため選手たちは1977年に再び沙知代の排除を計画し、選手たちの訴えを聴いた森本昌孝球団代表は、8月中旬に克也を呼び出して最終警告を発した。克也が後見人である天台宗の高僧・葉上照澄を訪ねて相談したところ、葉上は克也の不品行を厳しく叱り、「女（沙知代）を捨てなさい。でなければ、野球ができなくなる。女を取るか、野球を取るか、道は二つに一つしかない」と懇々と説諭した。ところが、外に控えていた沙知代がその場に闖入し、葉上から直ちに退去するよう命じられると、沙知代は葉上を激しく罵倒した。克也はこの時の沙知代の行動を「溜飲がさがる思いだった」と述懐している。
しかし、この一件でついに川勝も克也を庇いきれなくなり、9月13日に行われた川勝オーナー、森本球団代表、葉上大阿闍梨と飯田新一球団後援会長（髙島屋社長）の四者会談で、「野村の公私混同は甚だしく、沙知代を排除するためには野村の解任も止むを得ない」との結論に達した。球団側は温情措置として克也に対し自主的な辞任を促したが、克也が拒否したため、克也は9月25日にシーズン終了を待たず2試合を残して解任された。新井宏昌は「沙知代さんの行動には疑問を抱えていた。チームバスに堂々と乗り込む姿に「何で監督は許しているのか」と感じていた。解任劇も仕方がないことなのかなと思っていた」と述べている。
記者会見の後、克也は『週刊文春』に「独占手記」と題する文章を発表した。その中で克也は、沙知代が監督室に入り込み、選手に電話をして野球の事に口出しをするなどの現場介入を繰り返しているなどという話は全くのデマであると主張し、本妻と広瀬叔功夫妻、杉浦忠、小池兼司らを激しく非難するとともに、その背後には球団の「元老」である鶴岡一人の存在があると主張した。克也は、鶴岡が自らの権勢を維持するため、克也を排除して自分に忠実な広瀬を監督にしようと画策し、鶴岡の意を受けた広瀬と小池がデマを流して自分の足を引っ張り、チームの統制を乱していたと主張した。また克也は、1965年に蔭山和夫が監督就任直後に急死した一件の真相は、鶴岡一派に嫌がらせをされて精神的に追い詰められたことによる自殺であると主張し、今回の解任劇も沙知代に濡れ衣を着せることで球団改革を進めていた自分を抹殺しようとする鶴岡一派が仕組んだ陰謀であり、1975年の門田と江本の「造反」もそうした陰謀の一環であったと主張した。
克也はその後も一貫して、沙知代が現場介入をしたなどという話は全くの事実無根であり、鶴岡一派が自分と沙知代を陥れるために流したデマであると主張し続けていたが、沙知代の死後になって「結婚したら采配に口出して来て、私がいない間にコーチや結果を残せない選手にしっかりしなさいと言っていたみたい。私も止められなかった」と、沙知代の現場介入が事実であったことを認めた。
後に、大阪球場の跡地に建てられたなんばパークス内に「南海ホークスメモリアルギャラリー」が設けられたが、このギャラリーには本人からの許可が得られなかったとして、克也に関する物を一切展示できなかった。その原因について、沙知代は克也との共著の中で「その施設を造るときに南海電鉄から連絡がありましたが、私がすべて断ったからです」と述べ、「その電話があったことは、主人には伝えませんでした」と、沙知代が独断で展示を拒否したと述べている。沙知代と野村の死亡後の2020年10月に、江本孟紀らの斡旋により、遺族である克則が同ギャラリーに克也に関する事項・物品の展示を承諾したため、克則の所有する克也の遺品等がギャラリーに展示されることになった。

### 表舞台への登場
1978年1月に克也と本妻の離婚が成立すると、同年4月19日に克也と再婚。ダンとケニーの二人も沙知代と共に克也の籍に入り、野村姓を名乗る。克也は1980年に現役を引退すると、野球評論家として解説業の傍ら主に野球に関する著作を次々と発表した。沙知代もまた文筆活動に興味を持ち、1985年に潮出版社が主催した第4回潮賞のノンフィクション部門に「きのう雨降り 今日は曇り あした晴れるか」と題した作品で応募して特別賞を受賞した。
受賞者が発表された『潮』1985年8月号にはノンフィクション部門の選考委員3人（本田靖春、筑紫哲也、柳田邦男）による鼎談形式の選評が掲載され、その中で本田靖春は、沙知代の作品を「私はプロ野球にはあまり関心のない人間の一人なんですが、その私にして野村克也という人柄とか、人となりを、非常に身近なところから再確認できたんじゃないかと、そういう感じがします。話題性も十分だし、これまた活字になるべき価値を持った作品だと思いますね」と講評し、沙知代の南海追放に関する主張は「あくどいジャーナリズムに対する反論」であるとして、沙知代を「この人はまちがいなく教養人だと思う」と評した。
この時、受賞者の紹介欄に、沙知代の経歴は「D&K社社長、コロンビア大学精神心理学部卒、昭和47年野村克也氏と結婚」と記載された。この作品は同年に潮出版社から単行本化されたが、単行本の奥付にも「昭和7年東京生まれ、コロンビア大学精神心理学部卒業、昭和47年野村克也氏と結婚、株式会社D&K社長」という経歴が記載された。
克也は1990年からヤクルト本社社長の桑原潤に乞われてヤクルトスワローズの監督に就任した。この時、南海時代から克也と師弟関係にあり、解任時にも克也と行動を共にした高畠康真が打撃コーチとして入閣したが、高畠は克也の不興を買い一年限りで退団に追い込まれた。高畠自身は退団の経緯については多くを語らなかったが、ごく親しい友人には「かつての野村さんはそんな人じゃなかった。相変わらず、夫人の介入もありましたし」と、沙知代の介在を示唆する話をしていたという。高畠と打撃コーチを務めていた伊勢孝夫は「ある遠征中に高畠さんと話をして『何でやめるんですか。ワシと一緒にやるのは嫌なんですか』って聞いたんですよ。そしたら『いや、違う。ノムさんの女房（沙知代夫人）がうるさくてやっていられないんだよ。お前も残るんだったら、気をつけろよ』って。私は（沙知代夫人から）言われたことはその後も1回もなかったんですけどね」。と述べている。また、古田敦也について「（夫が）ヤクルトの監督を辞める時、古田くんは『お世話になりました』の一言だけ。（略）古田くんを夫は愛弟子のように育てていましたが、息子（カツノリ）は育てられないのかと非常に不満でした。やっぱり古田くんは殺してやりたい」と発言したり、1998年1月にはハワイで、石井一久と交際していると報道されていたタレントの神田うのを殴打する騒動を起こすなど、南海ホークス時代同様に現場への介入を繰り返した。二軍監督の八重樫幸雄は「（一軍ヘッドコーチの松井優典から）「カツノリを早く一軍に上げろ」って、しつこく言われたことがあったんだよね。いや、たぶんサッチーだと思うよ。松井さんと沙知代さんは、距離が近かったから。サッチーはとにかくカツノリをかわいがっていたからね」と回顧している。克也のヤクルト監督時代も沙知代の行状は改まらなかった。
のちに克也は2005年より東北楽天ゴールデンイーグルスの監督に就任するが、当時選手として在籍していた一場靖弘は、自らに沙知代からの「指示」が来たことを証言している。

### 衆院選立候補とサッチー騒動
1996年（平成8年）、小沢一郎からの立候補要請を受けて、沙知代は第41回衆院選に、新進党公認候補として、東京5区・比例東京ブロックから重複立候補した。
選挙結果は小選挙区で次々点、比例で次点と落選であったが、選挙後の1999年3月31日に、TBSラジオの番組上で、以前に沙知代と舞台で共演した女優の浅香光代が沙知代の繰り上げ当選についてコメントを求められた際に沙知代を激しく批判したことをきっかけに、複数の芸能人や著名人などを巻き込む形でワイドショーなどのマスメディアで浅香と沙知代の間で批判合戦が繰り広げられた。
この騒動の過程で、実弟の伊東信義が「沙知代が公表している経歴等はそのほとんどが嘘である」という告発を行ったため、浅香らは7月に、沙知代が1996年の選挙に立候補した際に選挙公報等に「コロンビア大学留学」「1972年に野村克也と結婚」などの計7件の虚偽の経歴を記載していたとして、公職選挙法第235条（虚偽事項の公表罪）違反の疑いで、沙知代を東京地方検察庁に告発した。検察の若狭勝検事と捜査員が、現地コロンビア大学で調査したところ、大学の事務当局には当時の留学生の学籍原簿や単位認定記録等自体が残っておらず、経歴詐称の証拠は得られなかった。一方、婚姻歴については息子・克則の出生日から逆算して、1972年当時には既に克也と「事実婚」の状態にあったと推定された（先述の通り、正式な婚姻の成立は1978年4月）。10月1日に検察は嫌疑不十分により不起訴としたが、沙知代はその後、選挙結果に伴って生じていた繰上げ当選の権利を辞退する意向を示した。
この学歴詐称の疑いについては先に、テレビ番組 『ザ・ワイド』（日本テレビ）が取材し、同大学の同窓会による卒業生名簿に、該当する名前がないことが判明していた。週刊誌の取材を受けた沙知代は、「読売の陰謀」、「コロンビア大学ではなく、コロラド大学に留学した。間違えたのは編集部のミス」などと答えるなど、曖昧で非合理な対応に終始していた。英語を流暢に喋る沙知代に克也が「どこで英語覚えたの?」と質問すると「コロンビア大学」と答え、親は社長をしていると発言していたが、克也によると沙知代は、両親を克也に一度も会わせることは無かったという。

### 脱税事件
克也が阪神タイガースの監督を務めていた2001年3月12日から15日にかけて、東京国税局が阪神球団に、沙知代の脱税に関しての立入調査を行ったことで、沙知代の脱税疑惑が取沙汰される。この脱税事件の発覚に大きな役割を果たしたのは次男のケニーで、ケニーは沙知代から自分にかかってきた本件についての口止めの電話の録音テープなどを捜査当局に提供していた。
7月30日、この年で3年契約が満了する克也は、阪神球団首脳（久万俊二郎オーナー、手塚昌利オーナー代行、野崎勝義球団社長）と面談した。克也の続投を求める野崎に対して、久万は沙知代が逮捕された場合には直ちに辞任させるという条件で克也の続投を許し、阪神球団は8月2日に監督契約を更新して翌シーズン以降も野村体制で臨むと発表した。
10月8日、阪神は2001年の公式戦全日程を終了したが、この頃にはもはや沙知代の逮捕は不可避と見られており、久万は10月末に秘書を通じて星野仙一との接触を開始。11月9日には梅田で星野と面談して監督就任を打診する一方で、11月29日には球団取締役会で、沙知代が逮捕された場合には直ちに克也に辞任を命じることを改めて確認した。
12月5日、沙知代は約5億6,800万円の所得を隠し、法人税と所得税あわせて2億1,300万円を脱税したとして、法人税法違反（脱税）などの疑いで東京地検特捜部に逮捕された。同日深夜に克也は監督を辞任し、翌6日未明に開かれた会見で辞任が発表された。克也は「嫁の問題で監督を2度もクビになっているのは世界中探しても私ぐらいだろう」と述べている。
沙知代の勾留期間は起訴される後までの23日間に及び、翌2002年3月19日に東京地方裁判所で開かれた初公判で沙知代が起訴事実を全面的に認めたため、即日結審して5月1日に有罪判決が下り、沙知代本人に対しては懲役2年・執行猶予4年、罰金2,100万円（求刑は懲役2年、罰金2,600万円）、沙知代が経営していた「D&K」と「ノムラ」の2社に対しては、罰金3,200万円（求刑は罰金3,900万円）が科された。

### 少年野球チーム
沙知代はかつて、少年野球チーム（リトルシニア）「港東ムース」（後に解散）のオーナーを務めていた。
港東ムースには、三冠王・野村克也の指導を受けられるという触れ込みに惹かれて優秀な野球少年が集まり、その中からは紀田彰一、G.G.佐藤ら、後にプロ野球選手となった者もいた。ごく短い期間だが井端弘和も在籍していた。
沙知代は自著で「トーナメントの間中、選手たちを怒鳴りまくって励まし、怒鳴ると同時に彼らを殴っていた」と述べ、G.G.佐藤について取材を受けた際にも「日本一になったときのメンバーですから、そりゃあもう、かわいがりましたよ。張り飛ばして、ぶっ飛ばして育てたんですから」とコメントするなど、所属する少年たちへの暴力行為を自認していた。克也との共著では「愛情と情熱がなければ、人の子どもなど殴れるはずがないのです。『暴』という字は罪悪です。おそらく地方予選を勝ち抜いて甲子園に出てくるような選手たちで、監督やコーチに殴られていない者は一人もいないと思います」と述べており、マスコミもこうした沙知代のやり方を「熱血指導」として好意的に紹介していた。
ケニーは、後に自身の妻となった女性の息子がかつて同チームを退団し、その後の野球人生を沙知代に潰されたことを自著で明らかにしており、これはその後の親子絶縁の一因ともなった。2001年（平成13年）に発覚した脱税事件では、沙知代が親らから集めた金を所得申告していなかったことも指摘されている。

### 晩年
脱税事件の公判中には「今後、芸能活動はしない」と言っていた沙知代であったが、2年程度経過後に芸能界復帰へと動き出し、有罪判決翌年の2003年1月に『サンデージャポン新春SP』（TBS）で、テレビに復帰した。
『週刊新潮』は2010年6月、同年の大相撲夏場所4日目に、沙知代が「砂かぶり」席で暴力団組長の妻と談笑しながら観戦していたことを報じた。これに対して沙知代は「隣にいた女性は全く見知らぬ人であり、記事は暴力団と密接な関係にあるとのイメージを与え著しく名誉を傷付けた」として、同誌の発行元である新潮社を相手取って、3300万円の損害賠償請求訴訟を東京地方裁判所に提訴した。
その後、体力の衰えや話す内容がまとまらなくなるなど徐々に老化が始まり、2011年以降、死去するまで公の場に姿を現すことはなかった。晩年まで沙知代の介護をしていたのは克則の妻で、「日本一勇気ある嫁」と揶揄されたものの、沙知代と共著2冊を出すなど関係は良かったという。夫の克也は妻の容態を「元気だし、100歳まで生きる」と嘯いて語ることもあった。
一方、夕刊フジのWEB版記事では一部で囁かれていた「認知症説」について、2017年7月に元気な姿を記者が目撃したと否定されていた。
2017年12月8日、沙知代はこの日朝食を一口しか食べなかった。その後、克也の呼びかけにも反応しなくなり、14時30分頃に心肺停止の状態で目黒区内の病院に緊急搬送されたが、1時間半後の同日16時9分に虚血性心不全のため死去した。克也によると、死去前日の12月7日には東京都内のホテルに出掛け、夫婦で夕食を共にしていたという。85歳だった。
戒名は「惠光院愛絆咲沙大姉」。

### 没後
2018年1月25日、王貞治や高須克弥らを発起人として都内のホテルでお別れの会が開かれ、古田敦也を始めとする球界関係者の他、萩本欽一や中村玉緒など著名人およそ1000人が参列した。克也の悲しみは深く、報道陣の前で涙を見せる様子もあったが、多くの参列者が集まったことに感謝の意を示した。
克也は出演した「爆報! THE フライデー」にて、沙知代死去直前の様子などを語った。その中で克也は、沙知代が自分に語った過去の経歴や家庭環境などは「履歴は100％、全部ウソでした」と告白し、克也はまた「ウソをついてでも自分と結婚したかったのだろう」と語った。克也のこの発言により、沙知代の経歴に関する騒動は決着した。
2019年3月、克也は手記『ありがとうを言えなくて』を発表し、沙知代が死去した時の様子や沙知代への思いなどを明かした。克也は同書において沙知代が自分に言っていた生い立ちや経歴はすべて嘘であったと認めた。また沙知代の最後の言葉はいつもの強気な口調で「大丈夫よ」であったという。
翌2020年1月、『週刊女性』1月28日号に浅香光代と内縁の夫である世志凡太が、「ミッチー・サッチー騒動」当時について述懐したインタビュー記事が掲載された。その中で世志は「サッチーがしていたことって全部野村監督のためなんだよ。（中略）確かに度を越したところもあったけど、それだけ一生懸命だったんだなって今は思うね」と語っている。
2020年2月11日、克也が84歳で、沙知代と同じ病名で、同じく自宅で倒れて死去した。沙知代が亡くなって2年余りであった。また「ミッチー・サッチー騒動」のもう一人の当事者であった浅香光代も同年12月に没している。

## 家族
前夫との間にもうけたダンとケニーは、1978年に克也と再婚した際に沙知代の子供として共に克也の戸籍に入ったものの、沙知代と確執があり二人共に絶縁関係となった。ただし両名共、義父の野村克也とは絶縁しておらず、親交を続けた。
前夫のアルヴィンは、1979年に自殺した。父の巳之吉はアルヴィンのために戒名をもらってその位牌を自家の仏壇に安置し、日々供養を欠かさなかったという。
次男のケニーは2001年（平成13年）、母との決別の書たる暴露本を著したが、2005年に克也が仲介に入り、和解した。
沙知代には孫（ダン、ケニー、克則の3人の子）が数人いるが、そのうち、ケニーの娘である野村沙亜也は職業として野球界に携わっており、ロサンゼルス・エンゼルスに球団職員として勤めている。
|            |            |            |            |            |            |  |  | アルヴィン・ エンゲル   | アルヴィン・ エンゲル | アルヴィン・ エンゲル | アルヴィン・ エンゲル | アルヴィン・ エンゲル | アルヴィン・ エンゲル |  |  | ダン野村   | ダン野村   | ダン野村   | ダン野村   | ダン野村   | ダン野村   |  |  |            |            |            |            |            |            |
|            |            |            |            |            |            |  |  | アルヴィン・ エンゲル   | アルヴィン・ エンゲル | アルヴィン・ エンゲル | アルヴィン・ エンゲル | アルヴィン・ エンゲル | アルヴィン・ エンゲル |  |  | ダン野村   | ダン野村   | ダン野村   | ダン野村   | ダン野村   | ダン野村   |  |  |            |            |            |            |            |            |
| 伊東巳之吉 | 伊東巳之吉 | 伊東巳之吉 | 伊東巳之吉 | 伊東巳之吉 | 伊東巳之吉 |  |  |                         |                       |                       |                       |                       |                       |  |  | ケニー野村 | ケニー野村 | ケニー野村 | ケニー野村 | ケニー野村 | ケニー野村 |  |  | 野村沙亜也 | 野村沙亜也 | 野村沙亜也 | 野村沙亜也 | 野村沙亜也 | 野村沙亜也 |
| 伊東巳之吉 | 伊東巳之吉 | 伊東巳之吉 | 伊東巳之吉 | 伊東巳之吉 | 伊東巳之吉 |  |  |                         |                       |                       |                       |                       |                       |  |  | ケニー野村 | ケニー野村 | ケニー野村 | ケニー野村 | ケニー野村 | ケニー野村 |  |  | 野村沙亜也 | 野村沙亜也 | 野村沙亜也 | 野村沙亜也 | 野村沙亜也 | 野村沙亜也 |
|            |            |            |            |            |            |  |  | 野村沙知代 （伊東芳枝） |                       |                       |                       |                       |                       |  |  |            |            |            |            |            |            |  |  |            |            |            |            |            |            |
|            |            |            |            |            |            |  |  |                         |                       |                       |                       |                       |                       |  |  |            |            |            |            |            |            |  |  |            |            |            |            |            |            |
| 伊東さく   | 伊東さく   | 伊東さく   | 伊東さく   | 伊東さく   | 伊東さく   |  |  |                         |                       |                       |                       |                       |                       |  |  | 野村克則   | 野村克則   | 野村克則   | 野村克則   | 野村克則   | 野村克則   |  |  |            |            |            |            |            |            |
| 伊東さく   | 伊東さく   | 伊東さく   | 伊東さく   | 伊東さく   | 伊東さく   |  |  |                         |                       |                       |                       |                       |                       |  |  | 野村克則   | 野村克則   | 野村克則   | 野村克則   | 野村克則   | 野村克則   |  |  |            |            |            |            |            |            |
|            |            |            |            |            |            |  |  | 野村克也                |                       |                       |                       |                       |                       |  |  |            |            |            |            |            |            |  |  |            |            |            |            |            |            |
|            |            |            |            |            |            |  |  | 伊東信義                |                       |                       |                       |                       |                       |  |  |            |            |            |            |            |            |  |  |            |            |            |            |            |            |
|            |            |            |            |            |            |  |  |                         |                       |                       |                       |                       |                       |  |  |            |            |            |            |            |            |  |  |            |            |            |            |            |            |

## 著作
- 『きのう雨降り 今日は曇り あした晴れるか』 （潮出版社、1985年）
- 『叱ってしつける ほめて育てる - 野村沙知代の親子塾』 （海竜社、1991年）
- 『女は賢く妻は可愛く』 （海竜社、1993年）
- 『猛母猛妻』 （扶桑社、1996年）
- 『あなた、男の鑑定できますか - チェックポイントは、この17カ所』 （クレスト社、1997年）
- 『夫婦をみがく33の秘訣 - 夫婦のあり方、この組み合わせの妙』 （成美文庫、1999年）
- 写真集 『Stay Young Forever - 野村沙知代』 （ナイタイ、2000年）プロデュースは高須基仁。発売初日の売れ行きは芳しくなかった[107]。高須曰く「返品率が9割を超え、今まで412冊の写真集を作ったがワーストワン。私の人生最大の汚点と言ってもいい」[108]。
- 『I am サッチー - 挑発～沈黙の200日』 （バウハウス、2000年）
- 『どうすれば、言いたいことが言える自分になれるか？』（アスキー、2001年）※テリー伊藤との共著
- 『サッチーの母親学 - 母稚園』 （ぴいぷる社、2001年）
- 『悪妻こそ、良妻』 （廣済堂出版、2001年）※野村有紀子（克則の妻）との共著
- 『日本一勇気ある嫁』 （モッツ出版、2001年）※野村有紀子との共著
- 『あなたに伝えたい - 眞由ちゃんは見ていた』 （北水、2001年）※絵：ほんままさえ
- 『NORA - 老犬は去り行くべきか…野良たちの選択』 （東邦出版、2004年）※絵：優亞　ISBN 978-4809403651
- 『野村セオリー - 絆』 （海竜社、2006年）※野村克也との共著
- 『老疼の雫』 （文藝春秋、2008年）
- 『新・冠婚葬祭入門』 （祥伝社新書、2009年）
- 『夫の転がし方』 （角川書店、2011年）
- 『女が人生を前向きに生きるための「明日じたく」』（大和書房、2014年）

## メディア出演

### テレビ番組
- レディズ・チャレンジボウル（1970年、NETテレビ） - 塩月弥栄子と共演
- 森田一義アワー 笑っていいとも!（1996年、フジテレビ・それ以降も数回ゲスト出演があった）
- 笑っていいとも!増刊号（1996年、フジテレビ）
- 快傑熟女!心配ご無用（TBS）
- はーい!昼ナマ（MBS）
- 火曜ファイル・独占!サッチー真実の裏側（フジテレビ）
- スーパーモーニング『野村沙知代＆カツノリ嫁の爆笑買物珍道中に密着』 （テレビ朝日） - 2001年4月6日、進行は下平さやか（テレビ朝日アナウンサー）
- 太田光の私が総理大臣になったら…秘書田中。（日本テレビ） - 2010年2月から6月まで準レギュラー
- ホンネの殿堂!!紳助にはわかるまいっ（フジテレビ） - 準レギュラー[109]
- 土曜ワイド劇場『嫁姑が謎に挑戦6・浮世絵師北斎-信州路に消えた殺人者』 （朝日放送）

その他ゲスト出演多数。

### CM
過去に出演したのも含む。
- SKY PerfecTV! - 中居正広と共演
- アステル中部[110]
- 高須クリニック - 沙知代逝去後の2017年12月末には、彼女の出演していたCM映像の最後に「野村沙知代さんのご冥福をお祈りいたします」という追悼テロップが挿入されたCMが放送された[111]
- KINCHO「タンスにゴン」
- 永谷園「あさげ」
- としまえん（水着姿を披露して話題になった）

ほか多数。

### 映画
- 必殺! 三味線屋・勇次（1999年公開、花屋役）
- 喰いしん坊! 大喰い開眼篇（2007年8月公開、メディアワークス）
  - 喰いしん坊!2 大喰い苦闘編（2007年8月公開、メディアワークス）

### オリジナルビデオ
- 喰いしん坊!3 大喰い敵対篇（2008年8月25日、オールインエンタテインメント）
  - 喰いしん坊!4 大喰い激闘篇（2008年12月25日、オールインエンタテインメント）